# Gargantua (album)
Gargantua – debiutancka płyta krakowskiej grupy avant-rockowej Gargantua. Ukazała się w 2003 roku nakładem wydawnictwa Ars Mundi w wersji kompaktowej.

## Lista utworów
1. „Obiłaś mi się (Diabolus In Musica)” – 4:31
2. „Słowolność” – 6:43
3. „Szła-Dzie (Ajachta!)” – 9:13
4. „Fumator kulbaczny” – 4:34
5. „Wrzesień przyśnień” – 6:43
6. „Tarczowali dzisiaj las” – 3:52
7. „Ażur” – 7:10

## Muzycy
- Marcin Borowski – perkusja
- Justyn Hunia – instrumenty klawiszowe, śpiew
- Leszek Mrozowski – gitara basowa
- Bartłomiej Zeman – gitara, śpiew

## Szczegóły wydania
- Nagranie i miks: Sławek Biela, marzec 2001, studio Staromiejskiego Centrum Kultury Młodzieży w Krakowie
- Muzyka: Gargantua
- Teksty: Justyn Hunia (utwory nr 1, 2, 4, 5, 7), Bartłomiej Zeman (utwór nr 6).
- Projekt okładki: Piotr Tutaj
- Numer katalogowy: AMS 034